# Europejska Nagroda Muzyczna MTV dla najlepszego adriatyckiego wykonawcy
Europejska Nagroda Muzyczna MTV dla najlepszego adriatyckiego wykonawcy – nagroda przyznawana przez redakcję MTV Adria podczas corocznego rozdania MTV Europe Music Awards. Nagrodę dla najlepszego adriatyckiego wykonawcy po raz pierwszy przyznano w 2005 r. Nagroda przyznawana jest dla artystów pochodzących z Chorwacji, Bośni i Hercegowiny, Słowenii, Serbii, Macedonii, Czarnogóry i Albanii. Czasami w polskich mediach nagroda tłumaczona jest nagroda dla najlepszego bałkańskiego lub zachodniobałkańskiego artysty. O zwycięstwie decydują widzowie za pomocą głosowania internetowego i telefonicznego (smsowego). 

## Artyści nominowani do nagrody MTV

### 2005
- Siddharta
  - Leeloojamais
  - Leut Magnetik
  - Massimo
  - Urban&4

### 2006
- Aleksandra Kovac
  - Let 3
  - Edo Maajka
  - Neisha
  - Siddharta

### 2007
- Van Gogh
  - Dubioza kolektiv
  - Hladno pivo
  - Jinx
  - Siddharta

### 2008
- Elvir Laković Laka
  - T.B.F.
  - Jinx
  - Leeloojamais
  - Marčelo

### 2009
- Lollobrigida Girls
  - Darkwood Dub
  - Dubioza Kolektiv
  - Elvis Jackson
  - Superhiks